# Slade Castle
Slade Castle (irisch Caisleán an tSlaoid) ist die
Ruine eines Tower House im Dorf Slade nahe dem Hook Head auf Hook-Halbinsel im irischen County Wexford. Sie gilt als National Monument.

## Geschichte
Das ursprüngliche Fort ließ die Familie Laffin (oder Laffan) Ende des 15. Jahrhunderts erbauen. Eine befestigte, zweistöckige Halle wurde im 16. Jahrhundert ebenso hinzugefügt wie die Zinnen. Die Ländereien der Laffins waren ziemlich klein, nur 86 Hektar. Dies legt den Schluss nahe, dass es andere Einkommensquellen, wie Fischfang oder Handel, für den Erhalt der Burg gegeben haben muss.
Die Laffins verloren Slade Castle nach der irischen Rebellion von 1641. Es diente dann bis ins 19. Jahrhundert als Lagerhaus für die Saline, dann wurde die Burg in eine Mietshaus umgewandelt. Als die Office of Public Works in den 1940er-Jahren Slade Castle übernahm, wurde die Burg wieder in ihren alten Zustand versetzt.

## Beschreibung

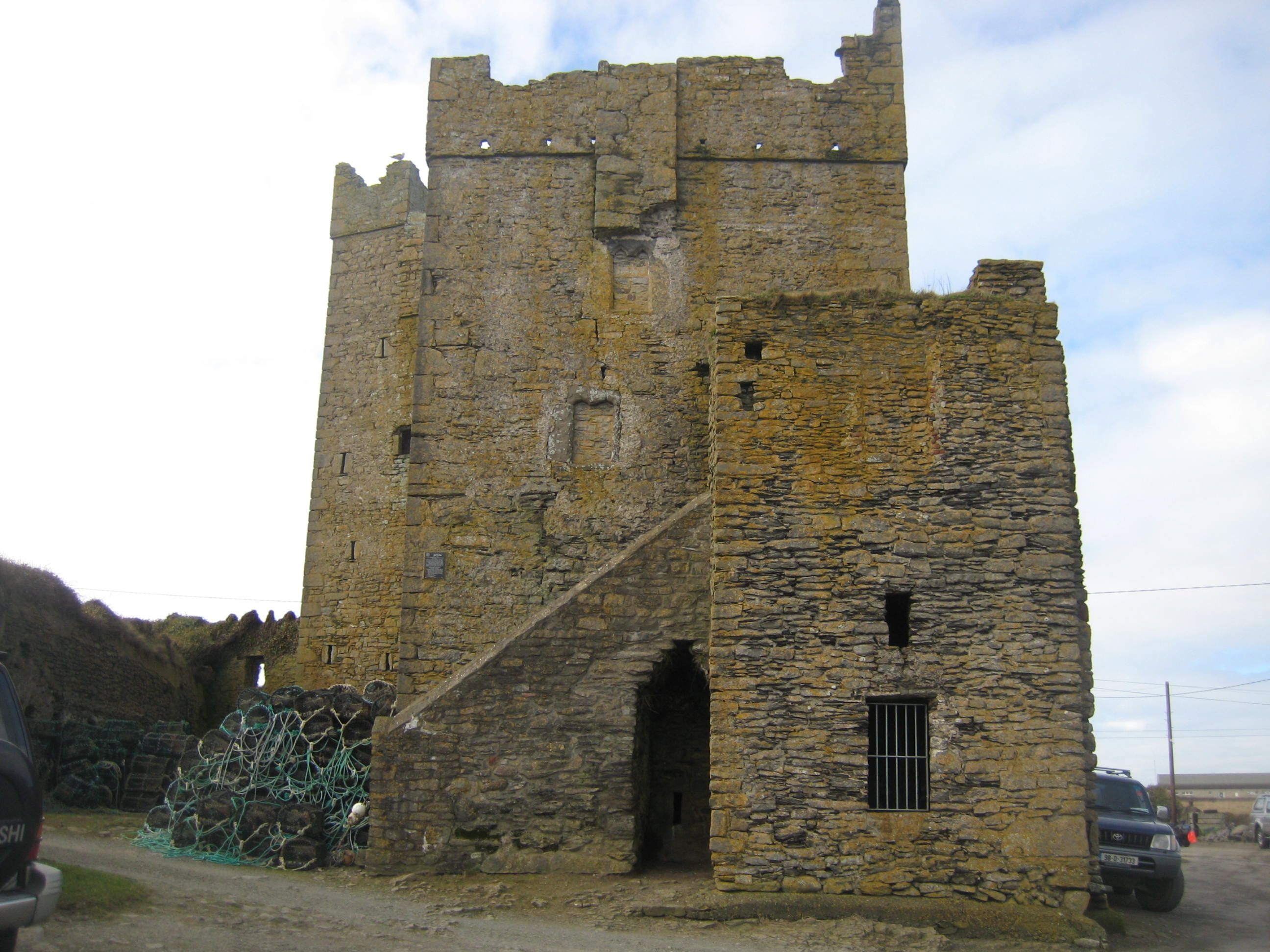
Eine weitere Ansicht der Burg mit vielen Schießscharten

Der älteste Teil der Burg ist der vierstöckige Turm. Das Erdgeschoss und das zweite Obergeschoss sind mir Gewölbedecken ausgestattet. Die Brüstung auf dem Dach trägt irische Zinnen. Von dort aus hat man einen schönen Blick auf die Bannow Bay und den Hafen von Waterford, was für die Verteidigung wichtig war. Der Eingang zur Burg ist durch ein Maschikuli und ein Mörderloch geschützt. Ein offener Kamin und ein Aborterker sind im 1. Obergeschoss erhalten geblieben. Die drei Räume im Erdgeschoss sind nicht von den darüber liegenden Wohnräumen aus erreichbar und dienten wohl als Lagerräume.
Die Halle ist zwei Stockwerke hoch; ihr Eingang ist durch ein weiteres Mörderloch geschützt. An ihrem westlichen Ende befindet sich ein großer, offener Kamin und in der südlichen Mauer ein Kerker. Eine Treppe in der Mauer führt zu den oberen Stockwerken.